# Nébing
Nébing és un municipi francès, situat al departament del Mosel·la i a la regió del Gran Est. L'any 2007 tenia 364 habitants.

## Demografia

### Població
El 2007 la població de fet de Nébing era de 364 persones. Hi havia 142 famílies, de les quals 28 eren unipersonals (8 homes vivint sols i 20 dones vivint soles), 43 parelles sense fills, 51 parelles amb fills i 20 famílies monoparentals amb fills.
La població ha evolucionat segons el següent gràfic:
Habitants censats

### Habitatges
El 2007 hi havia 166 habitatges, 142 eren l'habitatge principal de la família, 3 eren segones residències i 21 estaven desocupats. 112 eren cases i 54 eren apartaments. Dels 142 habitatges principals, 103 estaven ocupats pels seus propietaris, 35 estaven llogats i ocupats pels llogaters i 4 estaven cedits a títol gratuït; 2 tenien dues cambres, 23 en tenien tres, 30 en tenien quatre i 87 en tenien cinc o més. 119 habitatges disposaven pel capbaix d'una plaça de pàrquing. A 71 habitatges hi havia un automòbil i a 59 n'hi havia dos o més.

### Piràmide de població
La piràmide de població per edats i sexe el 2009 era:
| Homes | Edats   | Dones |
| ----- | ------- | ----- |
| 0     | 95 o +  | 0     |
| 0     | 90 a 94 | 0     |
| 0     | 85 a 89 | 0     |
| 0     | 80 a 84 | 0     |
| 8     | 75 a 79 | 8     |
| 4     | 70 a 74 | 4     |
| 8     | 65 a 69 | 8     |
| 8     | 60 a 64 | 8     |
| 8     | 55 a 59 | 12    |
| 20    | 50 a 54 | 12    |
| 8     | 45 a 49 | 32    |
| 4     | 40 a 44 | 0     |
| 8     | 35 a 39 | 8     |
| 16    | 30 a 34 | 12    |
| 24    | 25 a 29 | 8     |
| 24    | 20 a 24 | 16    |
| 24    | 15 a 19 | 12    |
| 4     | 10 a 14 | 12    |
| 12    | 5 a 9   | 4     |
| 12    | 0 a 4   | 16    |

## Economia
El 2007 la població en edat de treballar era de 243 persones, 147 eren actives i 96 eren inactives. De les 147 persones actives 133 estaven ocupades (78 homes i 55 dones) i 14 estaven aturades (5 homes i 9 dones). De les 96 persones inactives 32 estaven jubilades, 20 estaven estudiant i 44 estaven classificades com a «altres inactius».

### Ingressos
El 2009 a Nébing hi havia 140 unitats fiscals que integraven 368 persones, la mediana anual d'ingressos fiscals per persona era de 14.895 €.

### Activitats econòmiques
Dels 13  establiments que hi havia el 2007, 1 era d'una empresa de fabricació d'altres productes industrials, 4 d'empreses de construcció, 3 d'empreses de comerç i reparació d'automòbils, 2 d'empreses de transport, 1 d'una empresa financera, 1 d'una empresa immobiliària i 1 d'una entitat de l'administració pública.
Dels 5 establiments de servei als particulars que hi havia el 2009, 1 era una oficina de correu, 1 una oficina bancària, 1 paleta, 1 fusteria i 1 electricista.
L'any 2000 a Nébing hi havia 6 explotacions agrícoles.

## Equipaments sanitaris i escolars
El 2009 hi havia 1 escola maternal i 1 escola elemental.

## Poblacions més properes
El següent diagrama mostra les poblacions més properes.